# Hrabstwo Humphreys (Missisipi)
Hrabstwo Humphreys (ang. Humphreys County) – hrabstwo w stanie Missisipi w Stanach Zjednoczonych. Obszar całkowity hrabstwa obejmuje powierzchnię 431,16 mil² (1116,7 km²). Według szacunków United States Census Bureau w roku 2009 miało 9809 mieszkańców.
Hrabstwo powstało w 1918 roku.

## Miejscowości
- Belzoni
- Isola
- Louise
- Silver City[4].

| Populacja hrabstwa w poprzednich latach | Populacja hrabstwa w poprzednich latach |
| Rok                                     | Liczba ludności                         |
| --------------------------------------- | --------------------------------------- |
| 1980                                    | 13 910                                  |
| 1990                                    | 12 134                                  |
| 2000                                    | 11 206                                  |
| 2005                                    | 10 527                                  |